# Journal of Nutrition
Journal of Nutrition (abrégé en J. Nutr. ou JN) est une revue scientifique à comité de lecture. Ce mensuel publie des articles de recherches originales concernant la nutrition et la diététique. Les articles de plus de douze mois de ce journal sont en libre accès.
D'après le Journal Citation Reports, le facteur d'impact de ce journal était de 4,091 en 2009. Actuellement, la direction de publication est assurée par A. Catharine Ross (Université d'État de Pennsylvanie, États-Unis).